# Ја те волим највише на свијету
Ја те волим највише на свијету је трећи албум сарајевске групе Хари Мата Хари. Садржи 10 песама од којих су хитови насловна нумера, Јави се, Седамнаест ти је година (дует са будућем представницом СФРЈ на Евросонгу Тајчи) и Кад дође октобар. Ради промоције, објављена је истомена видео касета. Изашао је 1988. године у издању Југотона.

## О албуму
Албум је сниман јануара 1988. године у Загребу. Ово је први албум групе који је изашао за Југотон и први албум са пратећом видео касетом (што ће бити учињено за наредни албум).
Праћен је спотовима за насловну нумеру и Јави се.

## Списак песама
| №   | Назив                          | Трајање |  |
| 1.  | Играле се делије               | 4:23    |  |
| 2.  | Јави се                        | 3:58    |  |
| 3.  | Седамнаест ти је година        | 3:14    |  |
| 4.  | Наше мало мисто                | 3:44    |  |
| 5.  | Ја те волим највише на свијету | 4:06    |  |
| 6.  | Хеј, како си                   | 3:29    |  |
| 7.  | Заплеши                        | 0:44    |  |
| 8.  | Кад дође октобар               | 4:02    |  |
| 9.  | Ружа без трна                  | 4:18    |  |
| 10. | Последњи валцер с Дунава       | 4:20    |  |

## Занимљивости
- Песма Наше мало мисто је добио назив по истоименој серији.
- Хрватска певачица Маја Шупут је препевала Седамнаест ти је година 2003. године.

## Обраде
Седамнаест ти је година - Аеробик (Рокери с Мораву) - Руди (Беби Дол)

## Постава
- Жељко Зубер - бас гитара
- Изо Колечић - бубњеви
- Едо Мулахалиловић - гитара
- Ади Мулахалиловић - клавијатуре